# Kazimierz Paździor
Kazimierz Sylwester Paździor, född 4 mars 1935 i Radom, död 24 juni 2010 i Wrocław, var en polsk boxare.
Paździor blev olympisk mästare i lättvikt i boxning vid sommarspelen 1960 i Rom.